# Jarud Qi
Jarud Qi (chorągiew Jarud, Dżarud Choszuu; chiń. 扎鲁特旗; pinyin: Zālǔtè Qí) – chorągiew w północno-wschodnich Chinach, w regionie autonomicznym Mongolia Wewnętrzna, w prefekturze miejskiej Tongliao. W 1999 roku liczyła 297 538 mieszkańców.